# Casa Sors
La Casa Sors és un edifici de Centelles (Osona) inclòs a l'Inventari del Patrimoni Arquitectònic de Catalunya.

## Descripció
Destaca a la façana principal un gran portal rodó de pedra treballada emmarcat per dues columnes rectilínies amb forma estriada que sostenen un frontó amb formes circulars. A banda i banda, si bé reformat, també trobem un relleu.
Al primer pis hi ha dos balcons amb guardapols i ferro forjat situats a les parts laterals de la façana.
A la part superior central hi ha tres petits balcons de pedra treballada i, ja formant les golfes, una eixida de cinc arcs rebaixats, un d'ells tapiat.

## Història
Aquesta edificació està situada davant el Palau Comtal i es construí en el segle xviii.
Antigament fou seu de la notaria i actualment hi viu la família Sors